# Hunderegister

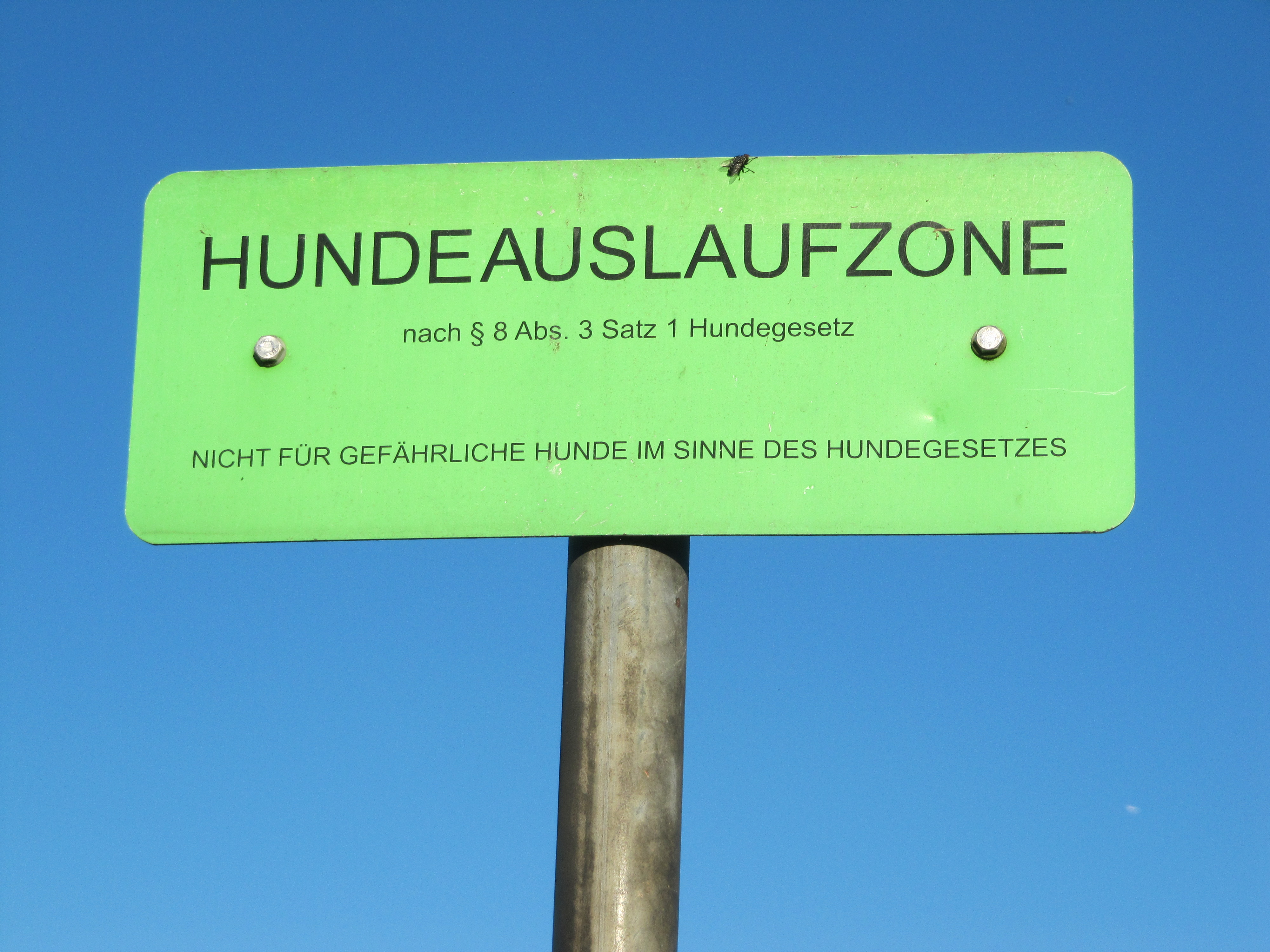
Schild einer Hundeauslaufzone in Hamburg-Horn mit Hinweis aufs Hundegesetz

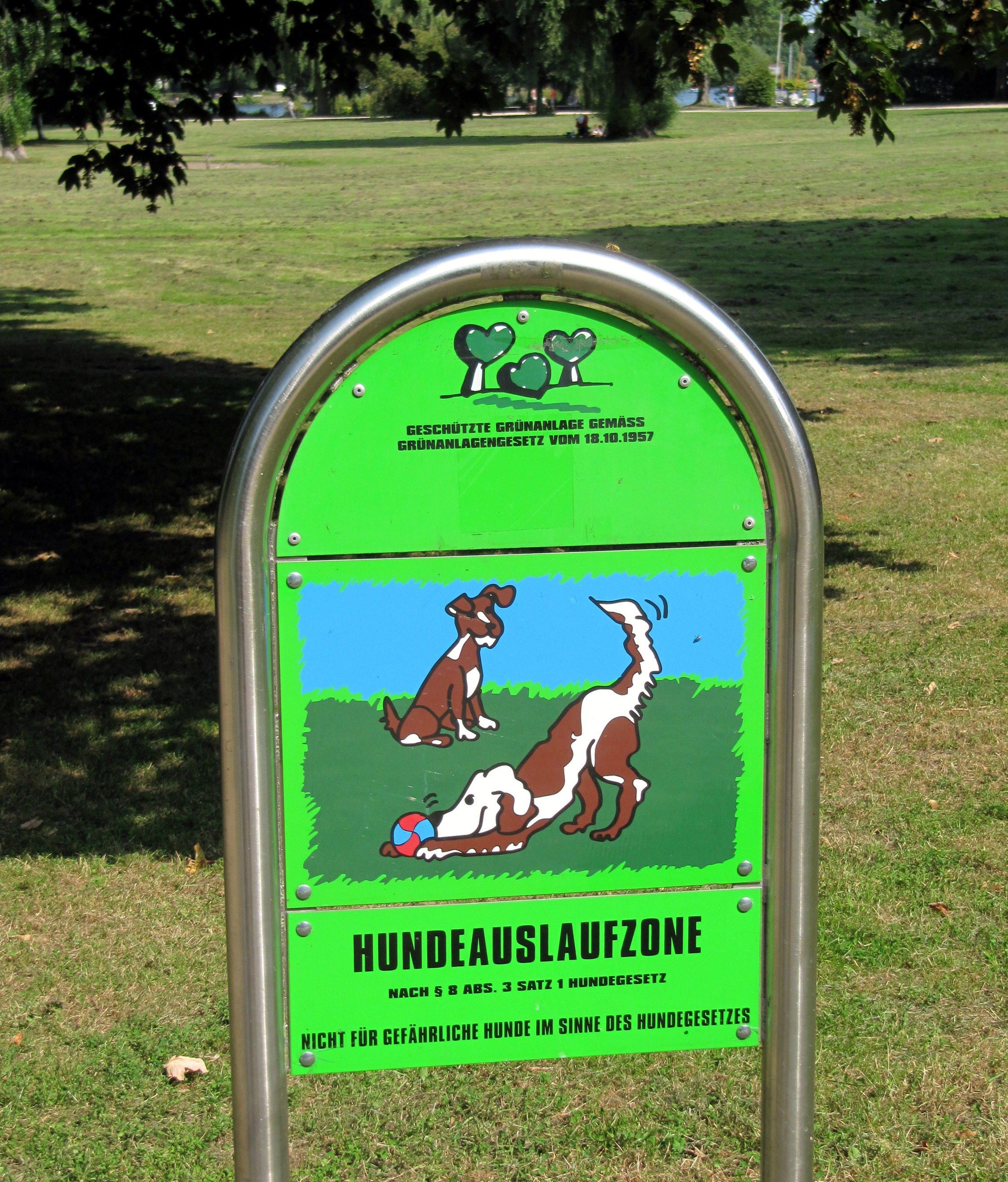
Schild der Hundeauslaufzone des Alsterparks ebenfalls mit Hinweis aufs Hundegesetz

Das Hunderegister ist im Bundesland Hamburg im Zuge des Hamburgischen Gesetzes über das Halten und Führen von Hunden (Trivialname: „Hundegesetz“) von 2006 eingeführt worden.
Demnach gilt grundsätzlich eine Anleinpflicht für Hunde. Darüber hinaus sind alle Hundehalter verpflichtet, ihren Hund mit einem im Hundegesetz Mikrochip genannten Transponder kennzeichnen zu lassen, eine Haftpflichtversicherung abzuschließen und die Anmeldung im Hunderegister vorzunehmen. Dieses wird in § 24 HundeG („Zentrales Register“) beschrieben.

## Datenerhebung
Im Hunderegister werden Name, Vorname, Anschrift einschließlich Adresszusatz und Geburtsdatum des Halters, Nummer des Transponders oder alternative Kennzeichnung des Hundes, dessen Rassenzugehörigkeit oder Angabe der Kreuzung einschließlich diesbezüglicher behördlicher Feststellungen erfasst. Bei ausgewachsenen Hunden umfasst das Register die Schulterhöhe des Hundes, Name, Geschlecht und Geburtsdatum, Angaben über das Bestehen der Haftpflichtversicherung, Bezeichnung der zuständigen Behörde, bei der der Hund geführt wird. Hinzu kommen Informationen zur Gefährlichkeit eines Hundes, Beginn und Ende der Haltung, insbesondere gegebenenfalls Todeszeitpunkt des Hundes, nach dem Hundegesetz erteilte Erlaubnisse, Freistellungen und Befreiungen einschließlich des Datums der Antragstellung, der Bescheiderteilung.
Das Register enthält gegebenenfalls Hinweise zum Widerruf der Erlaubnis, Freistellung oder Befreiung, nach diesem Gesetz abgelehnte Anträge auf Erteilung einer Erlaubnis, Freistellung oder Befreiung einschließlich des Datums der Antragstellung und der Bescheiderteilung, nach dem Gesetz angeordnete Haltungsuntersagungen, Verbote, einen Hund zu führen und Haltungsbeschränkungen. Außerdem sind dort Vollstreckungsaufträge bezüglich der Sicherstellung, Einziehung oder Vorführung von Hunden, Verstöße gegen die Vorschriften dieses Gesetzes, Verstöße gegen Anleinpflichten und Mitnahmeverbote, die sich aus anderen Rechtsvorschriften ergeben, Angaben über Bissvorfälle einschließlich Angaben zu entstandenen Sach- und Personenschäden und sonstige Vorfälle, bei denen Menschen durch einen Hund nicht unerheblich belästigt wurden, zu finden.

## Durchführung der Anmeldung
Die Anmeldung beim Hunderegister erfolgt entweder in einem der Kundenzentren der Bezirksämter, über das zuständige Verbraucherschutzamt oder übers Internet. Die Anmeldung beim Hunderegister ist zugleich die Anmeldung zur Hundesteuer.